# مهاجرت به جنوبگان

ادعاهای ارضی در قطب جنوب با توجه به پیمان‌نامه جنوبگان:

کوچ به جنوبگان اشاره به انسان‌ها و خانواده‌هایی دارد که به طور دائم در قاره قطب جنوب زندگی می‌کنند. در حالِ حاضر تنها برخی از دانشمندان به طورِ موقت در آنجا زندگی می‌کنند. دانشمندان و پرسنلی از ۳۰ کشور و در حدودِ هفتاد پایگاه با جمعیتِ تقریبیِ ۴۰۰۰ نفر در فصل تابستان و ۱۰۰۰ نفر در زمستان در جنوبگان به‌سر می‌برند.
قطب جنوب تنها قاره‌ای بر روی زمین است که جمعیتِ بومیِ انسانی ندارد.

## گمانه زنی‌های پیشین دربارهٔ اقامتِ دائمی در جنوبگان
ایدهٔ رایج در دههٔ ۱۹۵۰ این بود که شهرهای قطب جنوب باید در زیر گنبد شیشه‌ای (شهرهای گنبدی) محصور شوند تا زندگیِ دائمی در این قاره امکان‌پذیر باشد. نیرو و دمای درونِ این گنبدها را ژنراتورهای اتمی که در خارج از این گنبدها بودند تأمین می‌کردند و یک منبع نوری در بالای برجِ مرکزیِ گنبد نیز به عنوان یک آفتاب مصنوعی در طول ماه‌های تاریک در قطب جنوب پیشنهاد شده بود. بهر حال، رآکتور هسته‌ای در ایستگاه مک موردو باعثِ خطر آلودگی شد و از این رو مدت‌ها پیش بسته شد و این ایده نیز به فراموشی سپرده شد.